# ノースロック
ノースロック（英語: North Rock）またはロシュノース（フランス語: Roche North）は、北アメリカ大陸の東、ファンディ湾とメイン湾の境界付近にある海上の岩である。南にあるマキアスシール島と共に、アメリカ合衆国とカナダの双方が領有権を主張している。地元漁業者はこの不確定部分を「グレーゾーン」と呼ぶ。